# Alexandros Panagis

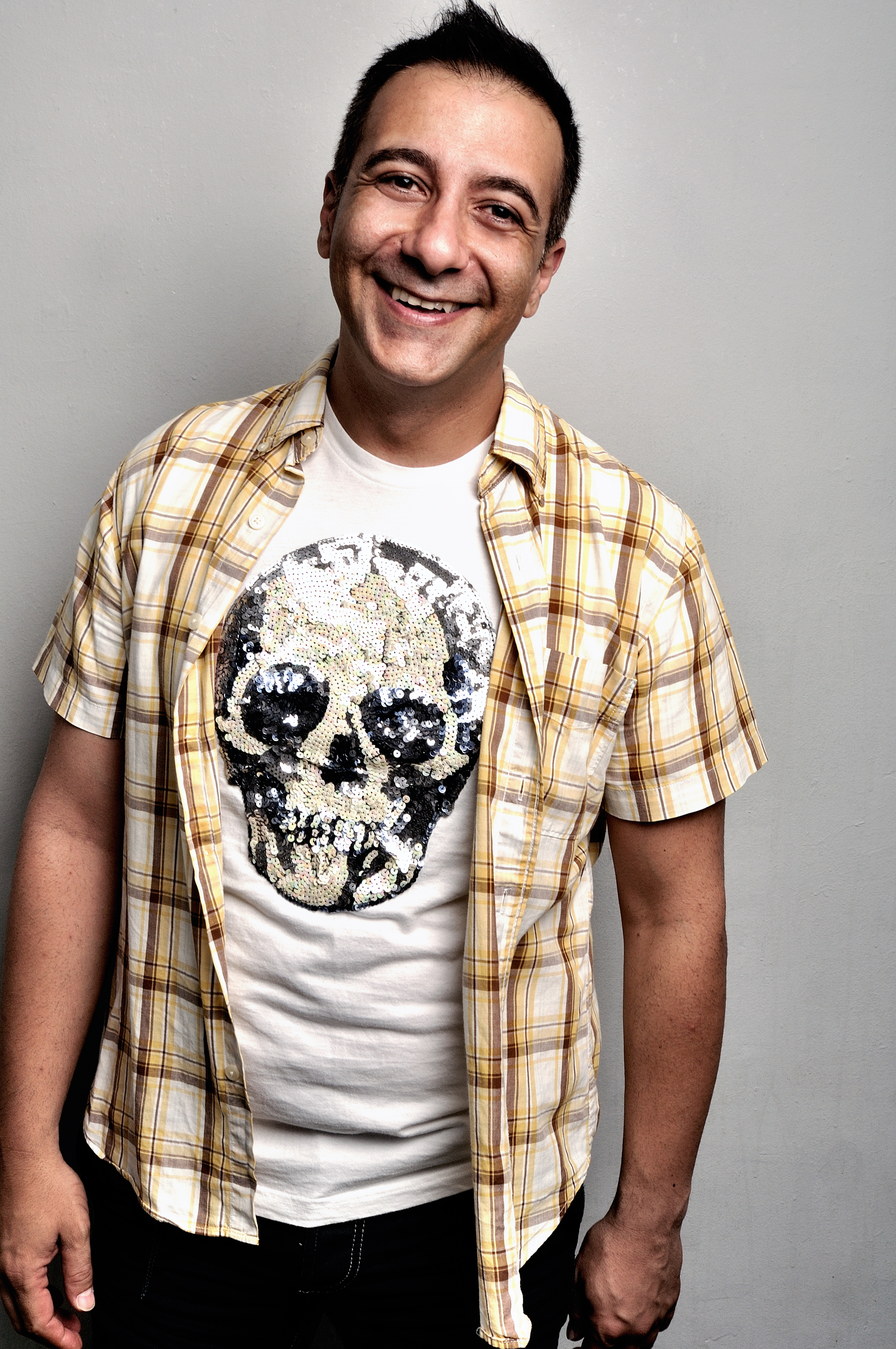
Alexandros Panagis (2011)

Alexandros Panagis (griechisch Αλέξανδρος Παναγής, auch Panayi transkribiert, * 24. Juni 1970 in Nikosia) ist ein zypriotischer Sänger und Komponist. In Europa wurde Panagis, der fließend Griechisch, Englisch und Französisch spricht, durch zwei Teilnahmen am Eurovision Song Contest bekannt.

## Leben und Wirken
Panagis, der aus einer Familie von Musikern stammt, machte seinen ersten musikalischen Schritte unter seinem Vater, sodass er bereits mit 18 Jahren zu den führenden Künstlern seines Landes gehörte. Danach studierte er Musik auf dem Berklee College of Music in Massachusetts. Während seiner Zeit in den Vereinigten Staaten sang er unter anderem mit Gary Burton und Peter Erskine. In dieser Zeit gehörte er auch zu der A-cappella-Band „The Vocal Summit“, mit der er durch die USA tourte.

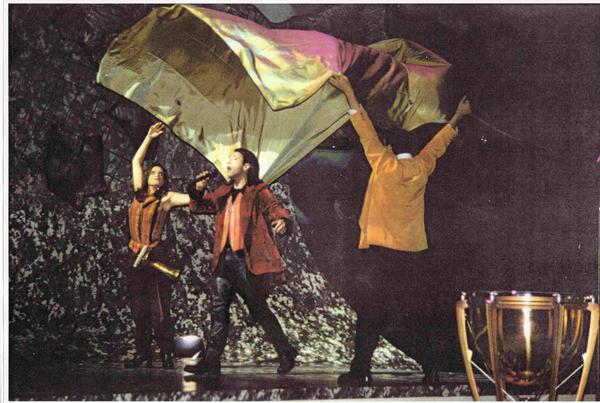
Eurovision 1995

## Eurovision Song Contest
1989 machte Panagis erstmals Erfahrungen mit dem Eurovision Song Contest als Backgroundsänger von Yiannis Savidakis und Fani Polymeri und deren Lied Apopse as vrethume. 1990 und 1993 kam er in der zypriotischen Vorentscheidung jeweils auf Platz 3. 1991 war er als Backgroundsänger, diesmal von Elena Patroklou und deren Lied S.O.S., dabei. 1995 vertrat er Zypern erstmals solo, mit dem Lied Sti Fotia, von dem auch eine italienischsprachige und englischsprachige Fassung aufgenommen wurde, erreichte Platz 9 bei 23 Teilnehmern. 1998 wollte er Zypern ein weiteres Mal vertreten, zusammen mit „Hi-5“-Sängerin Marlain Aggelidou erreichte er mit Fterougisma Platz 2 in der Vorentscheidung. 2000 gewann er zusammen mit Christina Argyri als „Voice“ erneut den Vorentscheid mit Nomiza. Beim ESC 2000 erreichten sie nur Platz 21 von 24 teilnehmenden Ländern. Er war außerdem Backgroundsänger für den siegreichen griechischen Beitrag My Number One von Helena Paparizou im Jahr 2005.
Panagis war in den letzten Jahren des Öfteren als Gesangscoach für ESC-Teilnehmer tätig, unter anderem für Sergej Lasarew, den Dritten und Televotingsieger von 2016.